# BinckBank Tour 2017
La 13e édition du BinckBank Tour a lieu du 7 au 13 août 2017. C'est la 29e course de l'UCI World Tour 2017. Appelée auparavant Eneco Tour, la course prend en 2017 le nom de son nouveau sponsor principal, l'entreprise néerlandaise Binckbank.

## Présentation

### Organisation
Le BinckBank Tour est organisé par la société Golazo, également à la tête du Tour de Belgique, des Six jours de Gand et du marathon de Rotterdam. Binckbank, entreprise néerlandaise de courtage en bourse, s'engage comme sponsor éponyme à partir de 2017 pour une durée de cinq ans. Elle prend la suite d'Eneco, sponsor de 2005 à 2016,.

### Équipes
Les dix-huit WorldTeams sont automatiquement invitées à la course. Quatre équipes continentales professionnelles ont reçu des invitations.
| WorldTeams (18)- AG2R La Mondiale - Astana - Bahrain-Merida - BMC Racing Team - Cannondale-Drapac - FDJ - Bora-Hansgrohe - Team Sunweb - Trek-Segafredo - Lotto-Soudal - Lotto NL-Jumbo - Quick-Step Floors - Movistar Team - UAE Team Emirates - Dimension Data - Katusha-Alpecin - Sky - Orica-Scott Équipes continentales professionnelles (4)- Wanty-Groupe Gobert - Sport Vlaanderen-Baloise - Roompot-Nederlandse Loterij - Verandas Willems-Crelan |
| |

## Étapes
| Étape     | Date    | Villes étapes                   | type                        | Distance (km) | Vainqueur d'étape | Leader du classement général |
| --------- | ------- | ------------------------------- | --------------------------- | ------------- | ----------------- | ---------------------------- |
| 1re étape | 7 août  | Bréda – Venray                  | étape de plaine             | 169,8         | Peter Sagan       | Peter Sagan                  |
| 2e étape  | 8 août  | Voorburg – Voorburg             | contre-la-montre individuel | 9             | Stefan Küng       | Stefan Küng                  |
| 3e étape  | 9 août  | Blankenberge – Ardoye           | étape de plaine             | 185           | Peter Sagan       | Stefan Küng                  |
| 4e étape  | 10 août | Lanaken – Lanaken               | étape de plaine             | 154,2         | Edward Theuns     | Stefan Küng                  |
| 5e étape  | 11 août | Sittard-Geleen – Sittard-Geleen | étape vallonnée             | 167,3         | Lars Boom         | Lars Boom                    |
| 6e étape  | 12 août | Riemst – Houffalize             | étape vallonnée             | 203,7         | Tim Wellens       | Tom Dumoulin                 |
| 7e étape  | 13 août | Essen – Grammont                | étape vallonnée             | 191,3         | Jasper Stuyven    | Tom Dumoulin                 |

## Déroulement de la course

### 1reétape
| Classement | Classement          | Classement | Classement               | Classement        |
|            | Coureur             | Pays       | Équipe                   | Temps             |
| ---------- | ------------------- | ---------- | ------------------------ | ----------------- |
| 1er        | Peter Sagan         | Slovaquie  | Bora-Hansgrohe           | en 3 h 50 min 9 s |
| 2e         | Phil Bauhaus        | Allemagne  | Sunweb                   | + 0 s             |
| 3e         | Magnus Cort Nielsen | Danemark   | Orica-Scott              | + 0 s             |
| 4e         | Dylan Groenewegen   | Pays-Bas   | Lotto NL-Jumbo           | + 0 s             |
| 5e         | Boy van Poppel      | Pays-Bas   | Trek-Segafredo           | + 0 s             |
| 6e         | Rick Zabel          | Allemagne  | Katusha-Alpecin          | + 0 s             |
| 7e         | Wouter Wippert      | Pays-Bas   | Cannondale-Drapac        | + 0 s             |
| 8e         | Jonas Rickaert      | Belgique   | Sport Vlaanderen-Baloise | + 0 s             |
| 9e         | André Greipel       | Allemagne  | Lotto-Soudal             | + 0 s             |
| 10e        | Edward Planckaert   | Belgique   | Sport Vlaanderen-Baloise | + 0 s             |
| modifier   |                     |            |                          |                   |

| \| Classement général \| Classement général \| Classement général \| Classement général \| Classement général \| \| Coureur \| Coureur \| Pays \| Équipe \| Temps \| \| ------------------ \| ------------------- \| ------------------ \| --------------------------- \| ------------------ \| \| 1er \| Peter Sagan \| Slovaquie \| Bora-Hansgrohe \| 3 h 59 min 59 s \| \| 2e \| Laurens De Vreese \| Belgique \| Astana \| + 1 s \| \| 3e \| Phil Bauhaus \| Allemagne \| Team Sunweb \| + 4 s \| \| 4e \| Elmar Reinders \| Pays-Bas \| Roompot-Nederlandse Loterij \| + 5 s \| \| 5e \| Magnus Cort Nielsen \| Danemark \| Orica-Scott \| + 6 s \| \| 6e \| Mark McNally \| Royaume-Uni \| Wanty-Groupe Gobert \| + 6 s \| \| 7e \| Dylan Groenewegen \| Pays-Bas \| LottoNL-Jumbo \| + 10 s \| \| 8e \| Boy van Poppel \| Pays-Bas \| Trek-Segafredo \| + 10 s \| \| 9e \| Rick Zabel \| Allemagne \| Katusha-Alpecin \| + 10 s \| \| 10e \| Wouter Wippert \| Pays-Bas \| Cannondale-Drapac \| + 10 s \| |                     |             |                             |                 |
| |                     |             |                             |                 |
| Source : ProCyclingStats |                     |             |                             |                 |
| Classement général |                     |             |                             |                 |
| Coureur | Coureur             | Pays        | Équipe                      | Temps           |
| 1er | Peter Sagan         | Slovaquie   | Bora-Hansgrohe              | 3 h 59 min 59 s |
| 2e | Laurens De Vreese   | Belgique    | Astana                      | + 1 s           |
| 3e | Phil Bauhaus        | Allemagne   | Team Sunweb                 | + 4 s           |
| 4e | Elmar Reinders      | Pays-Bas    | Roompot-Nederlandse Loterij | + 5 s           |
| 5e | Magnus Cort Nielsen | Danemark    | Orica-Scott                 | + 6 s           |
| 6e | Mark McNally        | Royaume-Uni | Wanty-Groupe Gobert         | + 6 s           |
| 7e | Dylan Groenewegen   | Pays-Bas    | LottoNL-Jumbo               | + 10 s          |
| 8e | Boy van Poppel      | Pays-Bas    | Trek-Segafredo              | + 10 s          |
| 9e | Rick Zabel          | Allemagne   | Katusha-Alpecin             | + 10 s          |
| 10e | Wouter Wippert      | Pays-Bas    | Cannondale-Drapac           | + 10 s          |

### 2eétape
| \| Classement de l'étape \| Classement de l'étape \| Classement de l'étape \| Classement de l'étape \| Classement de l'étape \| \| Coureur \| Coureur \| Pays \| Équipe \| Temps \| \| --------------------- \| --------------------- \| --------------------- \| --------------------- \| --------------------- \| \| 1er \| Stefan Küng \| Suisse \| BMC Racing Team \| 10 min 58 s \| \| 2e \| Maciej Bodnar \| Pologne \| Bora-Hansgrohe \| + 4 s \| \| 3e \| Tom Dumoulin \| Pays-Bas \| Team Sunweb \| + 5 s \| \| 4e \| Søren Kragh Andersen \| Danemark \| Team Sunweb \| + 8 s \| \| 5e \| Lars Boom \| Pays-Bas \| LottoNL-Jumbo \| + 10 s \| \| 6e \| Yves Lampaert \| Belgique \| Quick-Step Floors \| + 12 s \| \| 7e \| Matthias Brändle \| Autriche \| Trek-Segafredo \| + 14 s \| \| 8e \| Miles Scotson \| Australie \| BMC Racing Team \| + 15 s \| \| 9e \| Tim Wellens \| Belgique \| Lotto-Soudal \| + 17 s \| \| 10e \| Jos van Emden \| Pays-Bas \| LottoNL-Jumbo \| + 17 s \| |                      |           |                   |             |
| |                      |           |                   |             |
| Source : ProCyclingStats |                      |           |                   |             |
| Classement de l'étape |                      |           |                   |             |
| Coureur | Coureur              | Pays      | Équipe            | Temps       |
| 1er | Stefan Küng          | Suisse    | BMC Racing Team   | 10 min 58 s |
| 2e | Maciej Bodnar        | Pologne   | Bora-Hansgrohe    | + 4 s       |
| 3e | Tom Dumoulin         | Pays-Bas  | Team Sunweb       | + 5 s       |
| 4e | Søren Kragh Andersen | Danemark  | Team Sunweb       | + 8 s       |
| 5e | Lars Boom            | Pays-Bas  | LottoNL-Jumbo     | + 10 s      |
| 6e | Yves Lampaert        | Belgique  | Quick-Step Floors | + 12 s      |
| 7e | Matthias Brändle     | Autriche  | Trek-Segafredo    | + 14 s      |
| 8e | Miles Scotson        | Australie | BMC Racing Team   | + 15 s      |
| 9e | Tim Wellens          | Belgique  | Lotto-Soudal      | + 17 s      |
| 10e | Jos van Emden        | Pays-Bas  | LottoNL-Jumbo     | + 17 s      |

| \| Classement général \| Classement général \| Classement général \| Classement général \| Classement général \| \| Coureur \| Coureur \| Pays \| Équipe \| Temps \| \| ------------------ \| -------------------- \| ------------------ \| ------------------ \| ------------------ \| \| 1er \| Stefan Küng \| Suisse \| BMC Racing Team \| 4 h 01 min 07 s \| \| 2e \| Maciej Bodnar \| Pologne \| Bora-Hansgrohe \| + 4 s \| \| 3e \| Tom Dumoulin \| Pays-Bas \| Team Sunweb \| + 5 s \| \| 4e \| Søren Kragh Andersen \| Danemark \| Team Sunweb \| + 8 s \| \| 5e \| Lars Boom \| Pays-Bas \| LottoNL-Jumbo \| + 10 s \| \| 6e \| Yves Lampaert \| Belgique \| Quick-Step Floors \| + 12 s \| \| 7e \| Matthias Brändle \| Autriche \| Trek-Segafredo \| + 14 s \| \| 8e \| Peter Sagan \| Slovaquie \| Bora-Hansgrohe \| + 15 s \| \| 9e \| Miles Scotson \| Australie \| BMC Racing Team \| + 15 s \| \| 10e \| Tim Wellens \| Belgique \| Lotto-Soudal \| + 17 s \| |                      |           |                   |                 |
| |                      |           |                   |                 |
| Source : ProCyclingStats |                      |           |                   |                 |
| Classement général |                      |           |                   |                 |
| Coureur | Coureur              | Pays      | Équipe            | Temps           |
| 1er | Stefan Küng          | Suisse    | BMC Racing Team   | 4 h 01 min 07 s |
| 2e | Maciej Bodnar        | Pologne   | Bora-Hansgrohe    | + 4 s           |
| 3e | Tom Dumoulin         | Pays-Bas  | Team Sunweb       | + 5 s           |
| 4e | Søren Kragh Andersen | Danemark  | Team Sunweb       | + 8 s           |
| 5e | Lars Boom            | Pays-Bas  | LottoNL-Jumbo     | + 10 s          |
| 6e | Yves Lampaert        | Belgique  | Quick-Step Floors | + 12 s          |
| 7e | Matthias Brändle     | Autriche  | Trek-Segafredo    | + 14 s          |
| 8e | Peter Sagan          | Slovaquie | Bora-Hansgrohe    | + 15 s          |
| 9e | Miles Scotson        | Australie | BMC Racing Team   | + 15 s          |
| 10e | Tim Wellens          | Belgique  | Lotto-Soudal      | + 17 s          |

### 3eétape
| \| Classement de l'étape \| Classement de l'étape \| Classement de l'étape \| Classement de l'étape \| Classement de l'étape \| \| Coureur \| Coureur \| Pays \| Équipe \| Temps \| \| --------------------- \| --------------------- \| --------------------- \| ------------------------ \| --------------------- \| \| 1er \| Peter Sagan \| Slovaquie \| Bora-Hansgrohe \| 4 h 14 min 02 s \| \| 2e \| Edward Theuns \| Belgique \| Trek-Segafredo \| + 0 s \| \| 3e \| Rudy Barbier \| France \| AG2R La Mondiale \| + 0 s \| \| 4e \| Dylan Groenewegen \| Pays-Bas \| LottoNL-Jumbo \| + 0 s \| \| 5e \| Loïc Vliegen \| Belgique \| BMC Racing Team \| + 0 s \| \| 6e \| Magnus Cort Nielsen \| Danemark \| Orica-Scott \| + 0 s \| \| 7e \| Jonas Rickaert \| Belgique \| Sport Vlaanderen-Baloise \| + 0 s \| \| 8e \| Simone Consonni \| Italie \| UAE Team Emirates \| + 0 s \| \| 9e \| Bert Van Lerberghe \| Belgique \| Sport Vlaanderen-Baloise \| + 0 s \| \| 10e \| Phil Bauhaus \| Allemagne \| Team Sunweb \| + 0 s \| |                     |           |                          |                 |
| |                     |           |                          |                 |
| Source : ProCyclingStats |                     |           |                          |                 |
| Classement de l'étape |                     |           |                          |                 |
| Coureur | Coureur             | Pays      | Équipe                   | Temps           |
| 1er | Peter Sagan         | Slovaquie | Bora-Hansgrohe           | 4 h 14 min 02 s |
| 2e | Edward Theuns       | Belgique  | Trek-Segafredo           | + 0 s           |
| 3e | Rudy Barbier        | France    | AG2R La Mondiale         | + 0 s           |
| 4e | Dylan Groenewegen   | Pays-Bas  | LottoNL-Jumbo            | + 0 s           |
| 5e | Loïc Vliegen        | Belgique  | BMC Racing Team          | + 0 s           |
| 6e | Magnus Cort Nielsen | Danemark  | Orica-Scott              | + 0 s           |
| 7e | Jonas Rickaert      | Belgique  | Sport Vlaanderen-Baloise | + 0 s           |
| 8e | Simone Consonni     | Italie    | UAE Team Emirates        | + 0 s           |
| 9e | Bert Van Lerberghe  | Belgique  | Sport Vlaanderen-Baloise | + 0 s           |
| 10e | Phil Bauhaus        | Allemagne | Team Sunweb              | + 0 s           |

| \| Classement général \| Classement général \| Classement général \| Classement général \| Classement général \| \| Coureur \| Coureur \| Pays \| Équipe \| Temps \| \| ------------------ \| -------------------- \| ------------------ \| ------------------ \| ------------------ \| \| 1er \| Stefan Küng \| Suisse \| BMC Racing Team \| 8 h 15 min 08 s \| \| 2e \| Maciej Bodnar \| Pologne \| Bora-Hansgrohe \| + 4 s \| \| 3e \| Tom Dumoulin \| Pays-Bas \| Team Sunweb \| + 5 s \| \| 4e \| Peter Sagan \| Slovaquie \| Bora-Hansgrohe \| + 5 s \| \| 5e \| Søren Kragh Andersen \| Danemark \| Team Sunweb \| + 8 s \| \| 6e \| Lars Boom \| Pays-Bas \| LottoNL-Jumbo \| + 10 s \| \| 7e \| Yves Lampaert \| Belgique \| Quick-Step Floors \| + 12 s \| \| 8e \| Matthias Brändle \| Autriche \| Trek-Segafredo \| + 14 s \| \| 9e \| Miles Scotson \| Australie \| BMC Racing Team \| + 15 s \| \| 10e \| Tim Wellens \| Belgique \| Lotto-Soudal \| + 17 s \| |                      |           |                   |                 |
| |                      |           |                   |                 |
| Source : ProCyclingStats |                      |           |                   |                 |
| Classement général |                      |           |                   |                 |
| Coureur | Coureur              | Pays      | Équipe            | Temps           |
| 1er | Stefan Küng          | Suisse    | BMC Racing Team   | 8 h 15 min 08 s |
| 2e | Maciej Bodnar        | Pologne   | Bora-Hansgrohe    | + 4 s           |
| 3e | Tom Dumoulin         | Pays-Bas  | Team Sunweb       | + 5 s           |
| 4e | Peter Sagan          | Slovaquie | Bora-Hansgrohe    | + 5 s           |
| 5e | Søren Kragh Andersen | Danemark  | Team Sunweb       | + 8 s           |
| 6e | Lars Boom            | Pays-Bas  | LottoNL-Jumbo     | + 10 s          |
| 7e | Yves Lampaert        | Belgique  | Quick-Step Floors | + 12 s          |
| 8e | Matthias Brändle     | Autriche  | Trek-Segafredo    | + 14 s          |
| 9e | Miles Scotson        | Australie | BMC Racing Team   | + 15 s          |
| 10e | Tim Wellens          | Belgique  | Lotto-Soudal      | + 17 s          |

### 4eétape
| Classement | Classement          | Classement | Classement              | Classement         |
|            | Coureur             | Pays       | Équipe                  | Temps              |
| ---------- | ------------------- | ---------- | ----------------------- | ------------------ |
| 1er        | Edward Theuns       | Belgique   | Trek-Segafredo          | en 3 h 24 min 23 s |
| 2e         | Marko Kump          | Slovénie   | UAE Emirates            | + 0 s              |
| 3e         | Tim Merlier         | Belgique   | Verandas Willems-Crelan | + 0 s              |
| 4e         | Peter Sagan         | Slovaquie  | Bora-Hansgrohe          | + 0 s              |
| 5e         | Dylan Groenewegen   | Pays-Bas   | Lotto NL-Jumbo          | + 0 s              |
| 6e         | Danny van Poppel    | Pays-Bas   | Sky                     | + 0 s              |
| 7e         | Magnus Cort Nielsen | Danemark   | Orica-Scott             | + 0 s              |
| 8e         | Marc Sarreau        | France     | FDJ                     | + 0 s              |
| 9e         | Phil Bauhaus        | Allemagne  | Sunweb                  | + 0 s              |
| 10e        | Sep Vanmarcke       | Belgique   | Cannondale-Drapac       | + 0 s              |
| modifier   |                     |            |                         |                    |

| \| Classement général \| Classement général \| Classement général \| Classement général \| Classement général \| \| Coureur \| Coureur \| Pays \| Équipe \| Temps \| \| ------------------ \| -------------------- \| ------------------ \| ------------------ \| ------------------ \| \| 1er \| Stefan Küng \| Suisse \| BMC Racing Team \| 11 h 39 min 31 s \| \| 2e \| Maciej Bodnar \| Pologne \| Bora-Hansgrohe \| + 4 s \| \| 3e \| Tom Dumoulin \| Pays-Bas \| Team Sunweb \| + 5 s \| \| 4e \| Peter Sagan \| Slovaquie \| Bora-Hansgrohe \| + 5 s \| \| 5e \| Søren Kragh Andersen \| Danemark \| Team Sunweb \| + 8 s \| \| 6e \| Lars Boom \| Pays-Bas \| LottoNL-Jumbo \| + 10 s \| \| 7e \| Yves Lampaert \| Belgique \| Quick-Step Floors \| + 12 s \| \| 8e \| Matthias Brändle \| Autriche \| Trek-Segafredo \| + 14 s \| \| 9e \| Edward Theuns \| Belgique \| Trek-Segafredo \| + 17 s \| \| 10e \| Tim Wellens \| Belgique \| Lotto-Soudal \| + 17 s \| |                      |           |                   |                  |
| |                      |           |                   |                  |
| Source : ProCyclingStats |                      |           |                   |                  |
| Classement général |                      |           |                   |                  |
| Coureur | Coureur              | Pays      | Équipe            | Temps            |
| 1er | Stefan Küng          | Suisse    | BMC Racing Team   | 11 h 39 min 31 s |
| 2e | Maciej Bodnar        | Pologne   | Bora-Hansgrohe    | + 4 s            |
| 3e | Tom Dumoulin         | Pays-Bas  | Team Sunweb       | + 5 s            |
| 4e | Peter Sagan          | Slovaquie | Bora-Hansgrohe    | + 5 s            |
| 5e | Søren Kragh Andersen | Danemark  | Team Sunweb       | + 8 s            |
| 6e | Lars Boom            | Pays-Bas  | LottoNL-Jumbo     | + 10 s           |
| 7e | Yves Lampaert        | Belgique  | Quick-Step Floors | + 12 s           |
| 8e | Matthias Brändle     | Autriche  | Trek-Segafredo    | + 14 s           |
| 9e | Edward Theuns        | Belgique  | Trek-Segafredo    | + 17 s           |
| 10e | Tim Wellens          | Belgique  | Lotto-Soudal      | + 17 s           |

### 5eétape
| \| Classement de l'étape \| Classement de l'étape \| Classement de l'étape \| Classement de l'étape \| Classement de l'étape \| \| Coureur \| Coureur \| Pays \| Équipe \| Temps \| \| --------------------- \| --------------------- \| --------------------- \| --------------------- \| --------------------- \| \| 1er \| Lars Boom \| Pays-Bas \| LottoNL-Jumbo \| 3 h 43 min 46 s \| \| 2e \| Peter Sagan \| Slovaquie \| Bora-Hansgrohe \| + 3 s \| \| 3e \| Greg Van Avermaet \| Belgique \| BMC Racing Team \| + 3 s \| \| 4e \| Oliver Naesen \| Belgique \| AG2R La Mondiale \| + 3 s \| \| 5e \| Jasper Stuyven \| Belgique \| Trek-Segafredo \| + 3 s \| \| 6e \| Philippe Gilbert \| Belgique \| Quick-Step Floors \| + 3 s \| \| 7e \| Sep Vanmarcke \| Belgique \| Cannondale-Drapac \| + 3 s \| \| 8e \| Tim Wellens \| Belgique \| Lotto-Soudal \| + 3 s \| \| 9e \| Danny van Poppel \| Pays-Bas \| Team Sky \| + 3 s \| \| 10e \| Jasha Sütterlin \| Allemagne \| Movistar Team \| + 3 s \| |                   |           |                   |                 |
| |                   |           |                   |                 |
| Source : ProCyclingStats |                   |           |                   |                 |
| Classement de l'étape |                   |           |                   |                 |
| Coureur | Coureur           | Pays      | Équipe            | Temps           |
| 1er | Lars Boom         | Pays-Bas  | LottoNL-Jumbo     | 3 h 43 min 46 s |
| 2e | Peter Sagan       | Slovaquie | Bora-Hansgrohe    | + 3 s           |
| 3e | Greg Van Avermaet | Belgique  | BMC Racing Team   | + 3 s           |
| 4e | Oliver Naesen     | Belgique  | AG2R La Mondiale  | + 3 s           |
| 5e | Jasper Stuyven    | Belgique  | Trek-Segafredo    | + 3 s           |
| 6e | Philippe Gilbert  | Belgique  | Quick-Step Floors | + 3 s           |
| 7e | Sep Vanmarcke     | Belgique  | Cannondale-Drapac | + 3 s           |
| 8e | Tim Wellens       | Belgique  | Lotto-Soudal      | + 3 s           |
| 9e | Danny van Poppel  | Pays-Bas  | Team Sky          | + 3 s           |
| 10e | Jasha Sütterlin   | Allemagne | Movistar Team     | + 3 s           |

| \| Classement général \| Classement général \| Classement général \| Classement général \| Classement général \| \| Coureur \| Coureur \| Pays \| Équipe \| Temps \| \| ------------------ \| ------------------ \| ------------------ \| ------------------ \| ------------------ \| \| 1er \| Lars Boom \| Pays-Bas \| LottoNL-Jumbo \| 15 h 23 min 17 s \| \| 2e \| Peter Sagan \| Slovaquie \| Bora-Hansgrohe \| + 2 s \| \| 3e \| Tom Dumoulin \| Pays-Bas \| Team Sunweb \| + 8 s \| \| 4e \| Tim Wellens \| Belgique \| Lotto-Soudal \| + 19 s \| \| 5e \| Jasha Sütterlin \| Allemagne \| Movistar Team \| + 27 s \| \| 6e \| Greg Van Avermaet \| Belgique \| BMC Racing Team \| + 27 s \| \| 7e \| Philippe Gilbert \| Belgique \| Quick-Step Floors \| + 29 s \| \| 8e \| Petr Vakoč \| Tchéquie \| Quick-Step Floors \| + 32 s \| \| 9e \| Jens Keukeleire \| Belgique \| Orica-Scott \| + 35 s \| \| 10e \| Jasper Stuyven \| Belgique \| Trek-Segafredo \| + 36 s \| |                   |           |                   |                  |
| |                   |           |                   |                  |
| Source : ProCyclingStats |                   |           |                   |                  |
| Classement général |                   |           |                   |                  |
| Coureur | Coureur           | Pays      | Équipe            | Temps            |
| 1er | Lars Boom         | Pays-Bas  | LottoNL-Jumbo     | 15 h 23 min 17 s |
| 2e | Peter Sagan       | Slovaquie | Bora-Hansgrohe    | + 2 s            |
| 3e | Tom Dumoulin      | Pays-Bas  | Team Sunweb       | + 8 s            |
| 4e | Tim Wellens       | Belgique  | Lotto-Soudal      | + 19 s           |
| 5e | Jasha Sütterlin   | Allemagne | Movistar Team     | + 27 s           |
| 6e | Greg Van Avermaet | Belgique  | BMC Racing Team   | + 27 s           |
| 7e | Philippe Gilbert  | Belgique  | Quick-Step Floors | + 29 s           |
| 8e | Petr Vakoč        | Tchéquie  | Quick-Step Floors | + 32 s           |
| 9e | Jens Keukeleire   | Belgique  | Orica-Scott       | + 35 s           |
| 10e | Jasper Stuyven    | Belgique  | Trek-Segafredo    | + 36 s           |

### 6eétape
| \| Classement de l'étape \| Classement de l'étape \| Classement de l'étape \| Classement de l'étape \| Classement de l'étape \| \| Coureur \| Coureur \| Pays \| Équipe \| Temps \| \| --------------------- \| --------------------- \| --------------------- \| --------------------- \| --------------------- \| \| 1er \| Tim Wellens \| Belgique \| Lotto-Soudal \| 5 h 04 min 36 s \| \| 2e \| Tom Dumoulin \| Pays-Bas \| Team Sunweb \| + 0 s \| \| 3e \| Jasper Stuyven \| Belgique \| Trek-Segafredo \| + 17 s \| \| 4e \| Greg Van Avermaet \| Belgique \| BMC Racing Team \| + 17 s \| \| 5e \| Tiesj Benoot \| Belgique \| Lotto-Soudal \| + 17 s \| \| 6e \| Michael Valgren \| Danemark \| Astana \| + 20 s \| \| 7e \| Oliver Naesen \| Belgique \| AG2R La Mondiale \| + 20 s \| \| 8e \| Nils Politt \| Allemagne \| Katusha-Alpecin \| + 1 min 42 s \| \| 9e \| Sep Vanmarcke \| Belgique \| Cannondale-Drapac \| + 1 min 42 s \| \| 10e \| Dion Smith \| Nouvelle-Zélande \| Wanty-Groupe Gobert \| + 1 min 42 s \| |                   |                  |                     |                 |
| |                   |                  |                     |                 |
| Source : ProCyclingStats |                   |                  |                     |                 |
| Classement de l'étape |                   |                  |                     |                 |
| Coureur | Coureur           | Pays             | Équipe              | Temps           |
| 1er | Tim Wellens       | Belgique         | Lotto-Soudal        | 5 h 04 min 36 s |
| 2e | Tom Dumoulin      | Pays-Bas         | Team Sunweb         | + 0 s           |
| 3e | Jasper Stuyven    | Belgique         | Trek-Segafredo      | + 17 s          |
| 4e | Greg Van Avermaet | Belgique         | BMC Racing Team     | + 17 s          |
| 5e | Tiesj Benoot      | Belgique         | Lotto-Soudal        | + 17 s          |
| 6e | Michael Valgren   | Danemark         | Astana              | + 20 s          |
| 7e | Oliver Naesen     | Belgique         | AG2R La Mondiale    | + 20 s          |
| 8e | Nils Politt       | Allemagne        | Katusha-Alpecin     | + 1 min 42 s    |
| 9e | Sep Vanmarcke     | Belgique         | Cannondale-Drapac   | + 1 min 42 s    |
| 10e | Dion Smith        | Nouvelle-Zélande | Wanty-Groupe Gobert | + 1 min 42 s    |

| \| Classement général \| Classement général \| Classement général \| Classement général \| Classement général \| \| Coureur \| Coureur \| Pays \| Équipe \| Temps \| \| ------------------ \| ------------------ \| ------------------ \| ------------------ \| ------------------ \| \| 1er \| Tom Dumoulin \| Pays-Bas \| Team Sunweb \| 20 h 27 min 49 s \| \| 2e \| Tim Wellens \| Belgique \| Lotto-Soudal \| + 4 s \| \| 3e \| Greg Van Avermaet \| Belgique \| BMC Racing Team \| + 46 s \| \| 4e \| Jasper Stuyven \| Belgique \| Trek-Segafredo \| + 52 s \| \| 5e \| Michael Valgren \| Danemark \| Astana \| + 1 min 02 s \| \| 6e \| Oliver Naesen \| Belgique \| AG2R La Mondiale \| + 1 min 09 s \| \| 7e \| Lars Boom \| Pays-Bas \| LottoNL-Jumbo \| + 1 min 46 s \| \| 8e \| Peter Sagan \| Slovaquie \| Bora-Hansgrohe \| + 1 min 48 s \| \| 9e \| Jasha Sütterlin \| Allemagne \| Movistar Team \| + 2 min 13 s \| \| 10e \| Philippe Gilbert \| Belgique \| Quick-Step Floors \| + 2 min 15 s \| |                   |           |                   |                  |
| |                   |           |                   |                  |
| Source : ProCyclingStats |                   |           |                   |                  |
| Classement général |                   |           |                   |                  |
| Coureur | Coureur           | Pays      | Équipe            | Temps            |
| 1er | Tom Dumoulin      | Pays-Bas  | Team Sunweb       | 20 h 27 min 49 s |
| 2e | Tim Wellens       | Belgique  | Lotto-Soudal      | + 4 s            |
| 3e | Greg Van Avermaet | Belgique  | BMC Racing Team   | + 46 s           |
| 4e | Jasper Stuyven    | Belgique  | Trek-Segafredo    | + 52 s           |
| 5e | Michael Valgren   | Danemark  | Astana            | + 1 min 02 s     |
| 6e | Oliver Naesen     | Belgique  | AG2R La Mondiale  | + 1 min 09 s     |
| 7e | Lars Boom         | Pays-Bas  | LottoNL-Jumbo     | + 1 min 46 s     |
| 8e | Peter Sagan       | Slovaquie | Bora-Hansgrohe    | + 1 min 48 s     |
| 9e | Jasha Sütterlin   | Allemagne | Movistar Team     | + 2 min 13 s     |
| 10e | Philippe Gilbert  | Belgique  | Quick-Step Floors | + 2 min 15 s     |

### 7eétape
| \| Classement de l'étape \| Classement de l'étape \| Classement de l'étape \| Classement de l'étape \| Classement de l'étape \| \| Coureur \| Coureur \| Pays \| Équipe \| Temps \| \| --------------------- \| --------------------- \| --------------------- \| --------------------- \| --------------------- \| \| 1er \| Jasper Stuyven \| Belgique \| Trek-Segafredo \| 4 h 06 min 48 s \| \| 2e \| Philippe Gilbert \| Belgique \| Quick-Step Floors \| + 1 s \| \| 3e \| Tom Dumoulin \| Pays-Bas \| Team Sunweb \| + 1 s \| \| 4e \| Peter Sagan \| Slovaquie \| Bora-Hansgrohe \| + 1 s \| \| 5e \| Tiesj Benoot \| Belgique \| Lotto-Soudal \| + 1 s \| \| 6e \| Oliver Naesen \| Belgique \| AG2R La Mondiale \| + 1 s \| \| 7e \| Greg Van Avermaet \| Belgique \| BMC Racing Team \| + 1 s \| \| 8e \| Matthieu Ladagnous \| France \| FDJ \| + 1 s \| \| 9e \| Dion Smith \| Nouvelle-Zélande \| Wanty-Groupe Gobert \| + 1 s \| \| 10e \| Dylan van Baarle \| Pays-Bas \| Cannondale-Drapac \| + 1 s \| |                    |                  |                     |                 |
| |                    |                  |                     |                 |
| Source : ProCyclingStats |                    |                  |                     |                 |
| Classement de l'étape |                    |                  |                     |                 |
| Coureur | Coureur            | Pays             | Équipe              | Temps           |
| 1er | Jasper Stuyven     | Belgique         | Trek-Segafredo      | 4 h 06 min 48 s |
| 2e | Philippe Gilbert   | Belgique         | Quick-Step Floors   | + 1 s           |
| 3e | Tom Dumoulin       | Pays-Bas         | Team Sunweb         | + 1 s           |
| 4e | Peter Sagan        | Slovaquie        | Bora-Hansgrohe      | + 1 s           |
| 5e | Tiesj Benoot       | Belgique         | Lotto-Soudal        | + 1 s           |
| 6e | Oliver Naesen      | Belgique         | AG2R La Mondiale    | + 1 s           |
| 7e | Greg Van Avermaet  | Belgique         | BMC Racing Team     | + 1 s           |
| 8e | Matthieu Ladagnous | France           | FDJ                 | + 1 s           |
| 9e | Dion Smith         | Nouvelle-Zélande | Wanty-Groupe Gobert | + 1 s           |
| 10e | Dylan van Baarle   | Pays-Bas         | Cannondale-Drapac   | + 1 s           |

## Classements finals

### Classement général final
| \| Classement général \| Classement général \| Classement général \| Classement général \| Classement général \| \| Coureur \| Coureur \| Pays \| Équipe \| Temps \| \| ------------------ \| ------------------ \| ------------------ \| ------------------ \| ------------------ \| \| 1er \| Tom Dumoulin \| Pays-Bas \| Team Sunweb \| 24 h 34 min 33 s \| \| 2e \| Tim Wellens \| Belgique \| Lotto-Soudal \| + 17 s \| \| 3e \| Jasper Stuyven \| Belgique \| Trek-Segafredo \| + 46 s \| \| 4e \| Greg Van Avermaet \| Belgique \| BMC Racing Team \| + 51 s \| \| 5e \| Oliver Naesen \| Belgique \| AG2R La Mondiale \| + 1 min 14 s \| \| 6e \| Michael Valgren \| Danemark \| Astana \| + 1 min 15 s \| \| 7e \| Peter Sagan \| Slovaquie \| Bora-Hansgrohe \| + 1 min 53 s \| \| 8e \| Lars Boom \| Pays-Bas \| LottoNL-Jumbo \| + 1 min 59 s \| \| 9e \| Philippe Gilbert \| Belgique \| Quick-Step Floors \| + 2 min 12 s \| \| 10e \| Petr Vakoč \| Tchéquie \| Quick-Step Floors \| + 2 min 23 s \| |                   |           |                   |                  |
| |                   |           |                   |                  |
| Source : ProCyclingStats |                   |           |                   |                  |
| Classement général |                   |           |                   |                  |
| Coureur | Coureur           | Pays      | Équipe            | Temps            |
| 1er | Tom Dumoulin      | Pays-Bas  | Team Sunweb       | 24 h 34 min 33 s |
| 2e | Tim Wellens       | Belgique  | Lotto-Soudal      | + 17 s           |
| 3e | Jasper Stuyven    | Belgique  | Trek-Segafredo    | + 46 s           |
| 4e | Greg Van Avermaet | Belgique  | BMC Racing Team   | + 51 s           |
| 5e | Oliver Naesen     | Belgique  | AG2R La Mondiale  | + 1 min 14 s     |
| 6e | Michael Valgren   | Danemark  | Astana            | + 1 min 15 s     |
| 7e | Peter Sagan       | Slovaquie | Bora-Hansgrohe    | + 1 min 53 s     |
| 8e | Lars Boom         | Pays-Bas  | LottoNL-Jumbo     | + 1 min 59 s     |
| 9e | Philippe Gilbert  | Belgique  | Quick-Step Floors | + 2 min 12 s     |
| 10e | Petr Vakoč        | Tchéquie  | Quick-Step Floors | + 2 min 23 s     |

### Classements annexes
| Classement par points | Classement par points | Classement par points | Classement par points | Classement par points |
| Coureur               | Coureur               | Pays                  | Équipe                | Points                |
| --------------------- | --------------------- | --------------------- | --------------------- | --------------------- |
| 1er                   | Peter Sagan           | Slovaquie             | Bora-Hansgrohe        | 123 pts               |
| 2e                    | Jasper Stuyven        | Belgique              | Trek-Segafredo        | 69 pts                |
| 3e                    | Tom Dumoulin          | Pays-Bas              | Team Sunweb           | 69 pts                |
| 4e                    | Edward Theuns         | Belgique              | Trek-Segafredo        | 55 pts                |
| 5e                    | Dylan Groenewegen     | Pays-Bas              | LottoNL-Jumbo         | 55 pts                |
| 6e                    | Greg Van Avermaet     | Belgique              | BMC Racing Team       | 54 pts                |
| 7e                    | Tim Wellens           | Belgique              | Lotto-Soudal          | 53 pts                |
| 8e                    | Lars Boom             | Pays-Bas              | LottoNL-Jumbo         | 47 pts                |
| 9e                    | Oliver Naesen         | Belgique              | AG2R La Mondiale      | 47 pts                |
| 10e                   | Phil Bauhaus          | Allemagne             | Team Sunweb           | 46 pts                |

| Classement par points | Classement par points | Classement par points | Classement par points | Classement par points |
| Coureur               | Coureur               | Pays                  | Équipe                | Points                |
| --------------------- | --------------------- | --------------------- | --------------------- | --------------------- |
| 1er                   | Peter Sagan           | Slovaquie             | Bora-Hansgrohe        | 123 pts               |
| 2e                    | Jasper Stuyven        | Belgique              | Trek-Segafredo        | 69 pts                |
| 3e                    | Tom Dumoulin          | Pays-Bas              | Team Sunweb           | 69 pts                |
| 4e                    | Edward Theuns         | Belgique              | Trek-Segafredo        | 55 pts                |
| 5e                    | Dylan Groenewegen     | Pays-Bas              | LottoNL-Jumbo         | 55 pts                |
| 6e                    | Greg Van Avermaet     | Belgique              | BMC Racing Team       | 54 pts                |
| 7e                    | Tim Wellens           | Belgique              | Lotto-Soudal          | 53 pts                |
| 8e                    | Lars Boom             | Pays-Bas              | LottoNL-Jumbo         | 47 pts                |
| 9e                    | Oliver Naesen         | Belgique              | AG2R La Mondiale      | 47 pts                |
| 10e                   | Phil Bauhaus          | Allemagne             | Team Sunweb           | 46 pts                |

| Classement de la combativité | Classement de la combativité | Classement de la combativité | Classement de la combativité | Classement de la combativité |
| Coureur                      | Coureur                      | Pays                         | Équipe                       | Points                       |
| ---------------------------- | ---------------------------- | ---------------------------- | ---------------------------- | ---------------------------- |
| 1er                          | Piet Allegaert               | Belgique                     | Sport Vlaanderen-Baloise     | 64 pts                       |
| 2e                           | Elmar Reinders               | Pays-Bas                     | Roompot-Nederlandse Loterij  | 53 pts                       |
| 3e                           | Laurens De Vreese            | Belgique                     | Astana                       | 26 pts                       |
| 4e                           | Tao Geoghegan Hart           | Royaume-Uni                  | Team Sky                     | 17 pts                       |
| 5e                           | Kenny Dehaes                 | Belgique                     | Wanty-Groupe Gobert          | 17 pts                       |
| 6e                           | Frederik Backaert            | Belgique                     | Wanty-Groupe Gobert          | 16 pts                       |
| 7e                           | Mark McNally                 | Royaume-Uni                  | Wanty-Groupe Gobert          | 16 pts                       |
| 8e                           | Pim Ligthart                 | Pays-Bas                     | Roompot-Nederlandse Loterij  | 14 pts                       |
| 9e                           | Elia Viviani                 | Italie                       | Team Sky                     | 11 pts                       |
| 10e                          | Rory Sutherland              | Australie                    | Movistar Team                | 11 pts                       |

| Classement de la combativité | Classement de la combativité | Classement de la combativité | Classement de la combativité | Classement de la combativité |
| Coureur                      | Coureur                      | Pays                         | Équipe                       | Points                       |
| ---------------------------- | ---------------------------- | ---------------------------- | ---------------------------- | ---------------------------- |
| 1er                          | Piet Allegaert               | Belgique                     | Sport Vlaanderen-Baloise     | 64 pts                       |
| 2e                           | Elmar Reinders               | Pays-Bas                     | Roompot-Nederlandse Loterij  | 53 pts                       |
| 3e                           | Laurens De Vreese            | Belgique                     | Astana                       | 26 pts                       |
| 4e                           | Tao Geoghegan Hart           | Royaume-Uni                  | Team Sky                     | 17 pts                       |
| 5e                           | Kenny Dehaes                 | Belgique                     | Wanty-Groupe Gobert          | 17 pts                       |
| 6e                           | Frederik Backaert            | Belgique                     | Wanty-Groupe Gobert          | 16 pts                       |
| 7e                           | Mark McNally                 | Royaume-Uni                  | Wanty-Groupe Gobert          | 16 pts                       |
| 8e                           | Pim Ligthart                 | Pays-Bas                     | Roompot-Nederlandse Loterij  | 14 pts                       |
| 9e                           | Elia Viviani                 | Italie                       | Team Sky                     | 11 pts                       |
| 10e                          | Rory Sutherland              | Australie                    | Movistar Team                | 11 pts                       |

| Classement par équipes | Classement par équipes | Classement par équipes | Classement par équipes |
| Équipe                 | Équipe                 | Pays                   | Temps                  |
| ---------------------- | ---------------------- | ---------------------- | ---------------------- |
| 1re                    | Trek-Segafredo         | États-Unis             | 73 h 54 min 33 s       |
| 2e                     | Team Sunweb            | Allemagne              | + 2 min 35 s           |
| 3e                     | AG2R La Mondiale       | France                 | + 3 min 04 s           |
| 4e                     | Lotto-Soudal           | Belgique               | + 6 min 26 s           |
| 5e                     | BMC Racing Team        | États-Unis             | + 6 min 26 s           |
| 6e                     | Movistar Team          | Espagne                | + 6 min 35 s           |
| 7e                     | Quick-Step Floors      | Belgique               | + 10 min 00 s          |
| 8e                     | Bora-Hansgrohe         | Allemagne              | + 16 min 22 s          |
| 9e                     | Astana                 | Kazakhstan             | + 16 min 30 s          |
| 10e                    | Lotto NL-Jumbo         | Pays-Bas               | + 23 min 35 s          |

| Classement par équipes | Classement par équipes | Classement par équipes | Classement par équipes |
| Équipe                 | Équipe                 | Pays                   | Temps                  |
| ---------------------- | ---------------------- | ---------------------- | ---------------------- |
| 1re                    | Trek-Segafredo         | États-Unis             | 73 h 54 min 33 s       |
| 2e                     | Team Sunweb            | Allemagne              | + 2 min 35 s           |
| 3e                     | AG2R La Mondiale       | France                 | + 3 min 04 s           |
| 4e                     | Lotto-Soudal           | Belgique               | + 6 min 26 s           |
| 5e                     | BMC Racing Team        | États-Unis             | + 6 min 26 s           |
| 6e                     | Movistar Team          | Espagne                | + 6 min 35 s           |
| 7e                     | Quick-Step Floors      | Belgique               | + 10 min 00 s          |
| 8e                     | Bora-Hansgrohe         | Allemagne              | + 16 min 22 s          |
| 9e                     | Astana                 | Kazakhstan             | + 16 min 30 s          |
| 10e                    | Lotto NL-Jumbo         | Pays-Bas               | + 23 min 35 s          |

## Évolution des classements
| Etape              | Vainqueur          | Classement général | Classement par points | Classement de la combativité | Classement par équipe    |
| ------------------ | ------------------ | ------------------ | --------------------- | ---------------------------- | ------------------------ |
| 1                  | Peter Sagan        | Peter Sagan        | Peter Sagan           | Piet Allegaert               | Sport Vlaanderen-Baloise |
| 2                  | Stefan Küng        | Stefan Küng        | Stefan Küng           | Piet Allegaert               | BMC Racing               |
| 3                  | Peter Sagan        | Stefan Küng        | Peter Sagan           | Piet Allegaert               | BMC Racing               |
| 4                  | Edward Theuns      | Stefan Küng        | Peter Sagan           | Piet Allegaert               | BMC Racing               |
| 5                  | Lars Boom          | Lars Boom          | Peter Sagan           | Piet Allegaert               | Quick-Step Floors        |
| 6                  | Tim Wellens        | Tom Dumoulin       | Peter Sagan           | Piet Allegaert               | Lotto-Soudal             |
| 7                  | Jasper Stuyven     | Tom Dumoulin       | Peter Sagan           | Piet Allegaert               | Trek-Segafredo           |
| Classements finals | Classements finals | Tom Dumoulin       | Peter Sagan           | Piet Allegaert               | Trek-Segafredo           |

## Liste des participants
- Liste de départ complète

| Légende                                | Légende                                                                                         | Légende                         | Légende                                                                                                  |
| -------------------------------------- | ----------------------------------------------------------------------------------------------- | ------------------------------- | --- |
| Num                                    | Dossard de départ porté par le coureur sur cet Eneco Tour                                       | Pos                             | Position finale au classement général                                                                    |
| Leader du classement général           | Indique le vainqueur du classement général                                                      | Leader du classement par points | Indique le vainqueur du classement par points                                                            |
| Leader du classement de la combativité | Indique le vainqueur du classement de la combativité                                            |                                 | Indique un maillot de champion national ou mondial, suivi de sa spécialité                               |
| #                                      | Indique la meilleure équipe                                                                     | NP                              | Indique un coureur qui n'a pas pris le départ d'une étape, suivi du numéro de l'étape où il s'est retiré |
| AB                                     | Indique un coureur qui n'a pas terminé une étape, suivi du numéro de l'étape où il s'est retiré | HD                              | Indique un coureur qui a terminé une étape hors des délais, suivi du numéro de l'étape                   |

| Quick-Step Floors QST                  | Quick-Step Floors QST     | Quick-Step Floors QST |
| -------------------------------------- | ------------------------- | --------------------- |
| Num                                    | Coureur                   | Pos                   |
| 1                                      | Niki Terpstra (NED)       |                       |
| 2                                      | Dries Devenyns (BEL)      |                       |
| 3                                      | Marcel Kittel (GER)       | AB-6                  |
| 4                                      | Philippe Gilbert (BEL)    |                       |
| 5                                      | Iljo Keisse (BEL)         |                       |
| 6                                      | Yves Lampaert (BEL) (Clm) |                       |
| 7                                      | Maximiliano Richeze (ARG) |                       |
| 8                                      | Petr Vakoč (CZE)          |                       |
| Directeurs sportifs : Wilfried Peeters |                           |                       |

| Lotto-Soudal LTS                    | Lotto-Soudal LTS      | Lotto-Soudal LTS |
| ----------------------------------- | --------------------- | ---------------- |
| Num                                 | Coureur               | Pos              |
| 11                                  | Tim Wellens (BEL)     |                  |
| 12                                  | Tiesj Benoot (BEL)    |                  |
| 13                                  | Jasper De Buyst (BEL) |                  |
| 14                                  | Tony Gallopin (FRA)   | AB-5             |
| 15                                  | André Greipel (GER)   |                  |
| 16                                  | Nikolas Maes (BEL)    |                  |
| 17                                  | Marcel Sieberg (GER)  |                  |
| 18                                  | Jelle Vanendert (BEL) |                  |
| Directeurs sportifs : Herman Frison |                       |                  |

| BMC Racing BMC                     | BMC Racing BMC              | BMC Racing BMC |
| ---------------------------------- | --------------------------- | -------------- |
| Num                                | Coureur                     | Pos            |
| 21                                 | Greg Van Avermaet (BEL)     |                |
| 22                                 | Jempy Drucker (LUX)         |                |
| 23                                 | Stefan Küng (SUI) (Clm)     |                |
| 24                                 | Manuel Quinziato (ITA)      |                |
| 25                                 | Miles Scotson (AUS) (Route) | AB-6           |
| 26                                 | Nathan Van Hooydonck (BEL)  |                |
| 27                                 | Michael Schär (SUI)         |                |
| 28                                 | Loïc Vliegen (BEL)          |                |
| Directeurs sportifs : Valerio Piva |                             |                |

| Lotto NL-Jumbo TLJ                   | Lotto NL-Jumbo TLJ      | Lotto NL-Jumbo TLJ |
| ------------------------------------ | ----------------------- | ------------------ |
| Num                                  | Coureur                 | Pos                |
| 31                                   | Lars Boom (NED)         |                    |
| 32                                   | Dylan Groenewegen (NED) |                    |
| 33                                   | Tom Leezer (NED)        | AB-5               |
| 34                                   | Jos van Emden (NED)     |                    |
| 35                                   | Timo Roosen (NED)       |                    |
| 36                                   | Bram Tankink (NED)      |                    |
| 37                                   | Gijs Van Hoecke (BEL)   |                    |
| 38                                   | Robert Wagner (GER)     | AB-5               |
| Directeurs sportifs : Nico Verhoeven |                         |                    |

| Sunweb SUN                        | Sunweb SUN                 | Sunweb SUN |
| --------------------------------- | -------------------------- | ---------- |
| Num                               | Coureur                    | Pos        |
| 41                                | Tom Dumoulin (NED) (Clm)   |            |
| 42                                | Søren Kragh Andersen (DEN) |            |
| 43                                | Phil Bauhaus (GER)         |            |
| 44                                | Roy Curvers (NED)          |            |
| 45                                | Chris Hamilton (AUS)       |            |
| 46                                | Lennard Hofstede (NED)     |            |
| 47                                | Mike Teunissen (NED)       |            |
| 48                                | Tom Stamsnijder (NED)      | AB-5       |
| Directeurs sportifs : Tom Veelers |                            |            |

| Bora-Hansgrohe BOH               | Bora-Hansgrohe BOH             | Bora-Hansgrohe BOH |
| -------------------------------- | ------------------------------ | ------------------ |
| Num                              | Coureur                        | Pos                |
| 51                               | Peter Sagan (SVK) (Route)      |                    |
| 52                               | Maciej Bodnar (POL)            |                    |
| 53                               | Marcus Burghardt (GER) (Route) |                    |
| 54                               | Michal Kolář (SVK)             |                    |
| 55                               | Christoph Pfingsten (GER)      |                    |
| 56                               | Lukas Pöstlberger (AUT)        |                    |
| 57                               | Andreas Schillinger (GER)      |                    |
| 58                               | Rüdiger Selig (GER)            |                    |
| Directeurs sportifs : Jens Zemke |                                |                    |

| Trek-Segafredo TFS               | Trek-Segafredo TFS          | Trek-Segafredo TFS |
| -------------------------------- | --------------------------- | ------------------ |
| Num                              | Coureur                     | Pos                |
| 61                               | Jasper Stuyven (BEL)        |                    |
| 62                               | Marco Coledan (ITA)         |                    |
| 63                               | Ruben Guerreiro (POR)       |                    |
| 64                               | Mads Pedersen (DEN) (Route) |                    |
| 65                               | Grégory Rast (SUI)          |                    |
| 66                               | Matthias Brändle (AUT)      |                    |
| 67                               | Edward Theuns (BEL)         |                    |
| 68                               | Boy van Poppel (NED)        |                    |
| Directeurs sportifs : Dirk Demol |                             |                    |

| Katusha-Alpecin KAT                      | Katusha-Alpecin KAT           | Katusha-Alpecin KAT |
| ---------------------------------------- | ----------------------------- | ------------------- |
| Num                                      | Coureur                       | Pos                 |
| 71                                       | Tony Martin (GER) (Clm) (Clm) |                     |
| 72                                       | Jenthe Biermans (BEL)         |                     |
| 73                                       | Marco Mathis (GER)            |                     |
| 74                                       | Viatcheslav Kouznetsov (RUS)  |                     |
| 75                                       | Baptiste Planckaert (BEL)     | AB-3                |
| 76                                       | Mads Würtz Schmidt (DEN)      |                     |
| 77                                       | Nils Politt (GER)             |                     |
| 78                                       | Rick Zabel (GER)              | AB-4                |
| Directeurs sportifs : Guennadi Mikhailov |                               |                     |

| Sky SKY                               | Sky SKY                  | Sky SKY |
| ------------------------------------- | ------------------------ | ------- |
| Num                                   | Coureur                  | Pos     |
| 81                                    | Elia Viviani (ITA)       |         |
| 82                                    | Jonathan Dibben (GBR)    |         |
| 83                                    | Owain Doull (GBR)        |         |
| 84                                    | Tao Geoghegan Hart (GBR) |         |
| 85                                    | Sebastián Henao (COL)    |         |
| 86                                    | Ian Stannard (GBR)       |         |
| 87                                    | Danny van Poppel (NED)   |         |
| 88                                    | Łukasz Wiśniowski (POL)  | AB-4    |
| Directeurs sportifs : Brett Lancaster |                          |         |

| Cannondale-Drapac CDT               | Cannondale-Drapac CDT         | Cannondale-Drapac CDT |
| ----------------------------------- | ----------------------------- | --------------------- |
| Num                                 | Coureur                       | Pos                   |
| 91                                  | Sep Vanmarcke (BEL)           |                       |
| 92                                  | Kristjan Koren (SLO)          | AB-4                  |
| 93                                  | Sebastian Langeveld (NED)     | NP-4                  |
| 94                                  | Ryan Mullen (IRL) (Route/Clm) |                       |
| 95                                  | Tom-Jelte Slagter (NED)       | AB-6                  |
| 96                                  | Tom Van Asbroeck (BEL)        |                       |
| 97                                  | Dylan van Baarle (NED)        |                       |
| 98                                  | Wouter Wippert (NED)          | AB-6                  |
| Directeurs sportifs : Andreas Klier |                               |                       |

| Orica-Scott ORS                       | Orica-Scott ORS           | Orica-Scott ORS |
| ------------------------------------- | ------------------------- | --------------- |
| Num                                   | Coureur                   | Pos             |
| 101                                   | Jens Keukeleire (BEL)     |                 |
| 102                                   | Mitchell Docker (AUS)     |                 |
| 103                                   | Alexander Edmondson (AUS) |                 |
| 104                                   | Michael Hepburn (AUS)     |                 |
| 106                                   | Simon Gerrans (AUS)       |                 |
| 107                                   | Roger Kluge (GER)         |                 |
| 108                                   | Magnus Cort Nielsen (DEN) | AB-6            |
| 109                                   | Sam Bewley (NZL)          | NP-6            |
| Directeurs sportifs : Laurenzo Lapage |                           |                 |

| Dimension Data DDD                            | Dimension Data DDD                  | Dimension Data DDD |
| --------------------------------------------- | ----------------------------------- | ------------------ |
| Num                                           | Coureur                             | Pos                |
| 111                                           | Mark Renshaw (AUS)                  |                    |
| 112                                           | Tyler Farrar (USA)                  |                    |
| 113                                           | Ryan Gibbons (RSA)                  |                    |
| 114                                           | Reinardt J.v Rensburg (RSA) (Route) |                    |
| 115                                           | Kristian Sbaragli (ITA)             |                    |
| 116                                           | Jay Robert Thomson (RSA)            |                    |
| 117                                           | Scott Thwaites (GBR)                |                    |
| 118                                           | Johann van Zyl (RSA)                |                    |
| Directeurs sportifs : Jean-Pierre Heynderickx |                                     |                    |

| Bahrain-Merida TBM                    | Bahrain-Merida TBM       | Bahrain-Merida TBM |
| ------------------------------------- | ------------------------ | ------------------ |
| Num                                   | Coureur                  | Pos                |
| 121                                   | Enrico Gasparotto (ITA)  |                    |
| 122                                   | Valerio Agnoli (ITA)     | AB-6               |
| 123                                   | Yukiya Arashiro (JPN)    |                    |
| 124                                   | Grega Bole (SLO)         |                    |
| 125                                   | Iván García (ESP)        | AB-4               |
| 126                                   | Jon Ander Insausti (ESP) |                    |
| 127                                   | David Per (SLO)          | AB-6               |
| 128                                   | Luka Pibernik (SLO)      |                    |
| Directeurs sportifs : Tristan Hoffman |                          |                    |

| Astana AST                            | Astana AST              | Astana AST |
| ------------------------------------- | ----------------------- | ---------- |
| Num                                   | Coureur                 | Pos        |
| 131                                   | Laurens De Vreese (BEL) |            |
| 132                                   | Oscar Gatto (ITA)       |            |
| 133                                   | Dmitriy Gruzdev (KAZ)   |            |
| 134                                   | Arman Kamyshev (KAZ)    |            |
| 135                                   | Riccardo Minali (ITA)   |            |
| 136                                   | Daniil Fominykh (KAZ)   |            |
| 137                                   | Ruslan Tleubayev (KAZ)  |            |
| 138                                   | Michael Valgren (DEN)   |            |
| Directeurs sportifs : Lars Michaelsen |                         |            |

| UAE Emirates UAD                    | UAE Emirates UAD       | UAE Emirates UAD |
| ----------------------------------- | ---------------------- | ---------------- |
| Num                                 | Coureur                | Pos              |
| 141                                 | Andrea Guardini (ITA)  |                  |
| 142                                 | Simone Consonni (ITA)  |                  |
| 143                                 | Filippo Ganna (ITA)    | AB-5             |
| 144                                 | Marko Kump (SLO)       |                  |
| 145                                 | Jan Polanc (SLO) (Clm) |                  |
| 146                                 | Ben Swift (GBR)        |                  |
| 147                                 | Oliviero Troia (ITA)   |                  |
| 148                                 | Federico Zurlo (ITA)   |                  |
| Directeurs sportifs : Daniele Righi |                        |                  |

| FDJ                                    | FDJ                         | FDJ  |
| -------------------------------------- | --------------------------- | ---- |
| Num                                    | Coureur                     | Pos  |
| 151                                    | Arnaud Démare (FRA) (Route) | AB-5 |
| 152                                    | Mickaël Delage (FRA)        | AB-6 |
| 153                                    | Jacopo Guarnieri (ITA)      | AB-6 |
| 155                                    | Matthieu Ladagnous (FRA)    |      |
| 156                                    | Marc Sarreau (FRA)          |      |
| 157                                    | Benoît Vaugrenard (FRA)     |      |
| 158                                    | Léo Vincent (FRA)           |      |
| 160                                    | Jérémy Roy (FRA)            | AB-5 |
| Directeurs sportifs : Frédéric Guesdon |                             |      |

| Movistar MOV                              | Movistar MOV          | Movistar MOV |
| ----------------------------------------- | --------------------- | ------------ |
| Num                                       | Coureur               | Pos          |
| 162                                       | Nuno Bico (POR)       |              |
| 164                                       | Alex Dowsett (GBR)    |              |
| 165                                       | Imanol Erviti (ESP)   |              |
| 166                                       | Dayer Quintana (COL)  |              |
| 167                                       | Rory Sutherland (AUS) |              |
| 168                                       | Jasha Sütterlin (GER) |              |
| 169                                       | Winner Anacona (COL)  | AB-5         |
| 170                                       | Gorka Izagirre (ESP)  |              |
| Directeurs sportifs : José Luis Jaimerena |                       |              |

| AG2R La Mondiale ALM                        | AG2R La Mondiale ALM        | AG2R La Mondiale ALM |
| ------------------------------------------- | --------------------------- | -------------------- |
| Num                                         | Coureur                     | Pos                  |
| 171                                         | Oliver Naesen (BEL) (Route) |                      |
| 172                                         | Gediminas Bagdonas (LTU)    |                      |
| 173                                         | Jan Bakelants (BEL)         |                      |
| 174                                         | Rudy Barbier (FRA)          |                      |
| 175                                         | Julien Duval (FRA)          |                      |
| 176                                         | Alexis Gougeard (FRA)       |                      |
| 177                                         | Hugo Houle (CAN)            |                      |
| 178                                         | Quentin Jauregui (FRA)      |                      |
| Directeurs sportifs : Jean-Baptiste Quiclet |                             |                      |

| Sport Vlaanderen-Baloise SVB            | Sport Vlaanderen-Baloise SVB | Sport Vlaanderen-Baloise SVB |
| --------------------------------------- | ---------------------------- | ---------------------------- |
| Num                                     | Coureur                      | Pos                          |
| 181                                     | Piet Allegaert (BEL)         |                              |
| 182                                     | Benjamin Declercq (BEL)      | AB-4                         |
| 183                                     | Edward Planckaert (BEL)      |                              |
| 184                                     | Jonas Rickaert (BEL)         |                              |
| 185                                     | Stijn Steels (BEL)           |                              |
| 186                                     | Dries Van Gestel (BEL)       |                              |
| 187                                     | Preben Van Hecke (BEL)       |                              |
| 188                                     | Bert Van Lerberghe (BEL)     |                              |
| Directeurs sportifs : Walter Planckaert |                              |                              |

| Roompot-Nederlandse Loterij RNL     | Roompot-Nederlandse Loterij RNL | Roompot-Nederlandse Loterij RNL |
| ----------------------------------- | ------------------------------- | ------------------------------- |
| Num                                 | Coureur                         | Pos                             |
| 191                                 | Jesper Asselman (NED)           |                                 |
| 192                                 | Pim Ligthart (NED)              |                                 |
| 193                                 | Elmar Reinders (NED)            |                                 |
| 194                                 | Martijn Tusveld (NED)           | AB-4                            |
| 195                                 | Taco van der Hoorn (NED)        |                                 |
| 196                                 | Brian van Goethem (NED)         |                                 |
| 197                                 | Coen Vermeltfoort (NED)         | NP-6                            |
| 198                                 | Pieter Weening (NED)            |                                 |
| Directeurs sportifs : Erik Breukink |                                 |                                 |

| Wanty-Groupe Gobert WGG              | Wanty-Groupe Gobert WGG        | Wanty-Groupe Gobert WGG |
| ------------------------------------ | ------------------------------ | ----------------------- |
| Num                                  | Coureur                        | Pos                     |
| 201                                  | Guillaume Van Keirsbulck (BEL) | AB-5                    |
| 202                                  | Kenny Dehaes (BEL)             |                         |
| 203                                  | Dion Smith (NZL)               |                         |
| 204                                  | Mark McNally (GBR)             |                         |
| 205                                  | Xandro Meurisse (BEL)          |                         |
| 206                                  | Kévin Van Melsen (BEL)         |                         |
| 207                                  | Frederik Backaert (BEL)        |                         |
| 208                                  | Pieter Vanspeybrouck (BEL)     |                         |
| Directeurs sportifs : Steven De Neef |                                |                         |

| Verandas Willems-Crelan VWC           | Verandas Willems-Crelan VWC | Verandas Willems-Crelan VWC |
| ------------------------------------- | --------------------------- | --------------------------- |
| Num                                   | Coureur                     | Pos                         |
| 211                                   | Wout van Aert (BEL)         |                             |
| 212                                   | Stijn Devolder (BEL)        |                             |
| 213                                   | Huub Duyn (NED)             |                             |
| 214                                   | Timothy Dupont (BEL)        | NP-3                        |
| 215                                   | Michael Goolaerts (BEL)     |                             |
| 216                                   | Aidis Kruopis (LTU)         | AB-6                        |
| 217                                   | Tim Merlier (BEL)           |                             |
| 218                                   | Sander Cordeel (BEL)        | AB-5                        |
| Directeurs sportifs : Michiel Elijzen |                             |                             |